# リンパ洞
リンパ洞（リンパどう、英: lymphatic sinus）とはリンパ節の被膜や小柱と実質リンパ組織との間に存在するリンパ流路となる間隙。細網線維と細網細胞によりクモの巣状の構造を示す。リンパ洞内に異物が侵入すると、リンパ節実質から多数のマクロファージが流入し、異物を貪食する。